# Bernard Barraux
Bernard Barraux, né le 5 février 1935 à Marcillat-en-Combraille (Allier), est un homme politique français, ancien sénateur rattaché au groupe Union centriste puis UMP.

## Biographie
Bernard Barraux est né dans une famille de meuniers originaire de Néris-les-Bains. Il est marié et père de 6 enfants.
Commerçant de profession, il est élu maire de Marcillat-en-Combraille en 1971 et conseiller général de l'Allier (canton de Marcillat-en-Combraille) en 1973. Il restera maire et conseiller général pendant près de 40 ans.
Le 24 septembre 1989, il est élu sénateur de l'Allier. Il est réélu le 27 septembre 1998, au second tour de scrutin.
En 2008, il ne se représente pas aux élections municipales ni aux élections sénatoriales, conservant uniquement son mandat de conseiller général.
Cette retraite progressive le laisse conseiller général et à ce titre doyen de l'assemblée départementale. Il fait partie de ces hommes de droite modérée qui avaient de bonnes relations avec les élus PCF notamment Pierre Goldberg le député-maire communiste de Montluçon. Bernard Barraux détient le record de l'élu actuel ayant la plus longue carrière politique départementale.

## Synthèse des Mandats et fonctions
- 1971 - 2008 : Maire de Marcillat-en-Combraille
- 1973 - 2011 : Conseiller général de l'Allier, élu du Canton de Marcillat-en-Combraille
  - Vice-président du Conseil général de l'Allier
- 1989 - 2008 : Sénateur de l'Allier